# Qatar SC
A Qatar Sports Club (arabul: نادي قطر الرياضي) egy sportklub Dohában, Katarban. Leginkább a Qatar Stars Leagueben való szereplésért ismert. A klubot 1961-ben alapították két katari futballklub, az Al-Oruba és az Al-Nasour egyesüléseként.
Hazai meccseiket Katar negyedik legnagyobb stadionjában, a 15 000 férőhelyes Qatar SC Stadiumban játsszák. A közelmúltban a futballon kívül más sportágakra is kiterjedt. Létrejött egy atlétikai csoport, amelyen gerelyhajításban, távolugrásban és sprintben versenyeznek. A klub 1981-ben vette fel jelenlegi nevét.